# Zacuscă
La zacuscă (zaˈkuskə) è una salsa spalmabile popolare in Romania. Preparazioni simili si trovano nei paesi balcanici confinanti con la Romania.

## Ingredienti
Gli ingredienti principali sono melanzane, cipolle, passata di pomodori e peperone arrostito (gogoșari). Alcune ricette prevedono l'aggiunta di funghi, carote, sedano e foglie di piante aromatiche, come l'alloro, oltre a olio, sale, e pepe. Tradizionalmente, nelle famiglie, grandi quantità ne vengono preparate dopo il raccolto autunnale e conservate poi per l'inverno.

## Uso
La zacuscă può essere consumata spalmata sul pane o come contorno; il suo sapore migliora con la stagionatura, e una volta aperta deve essere consumata entro pochi giorni. È generalmente preparata in casa, ma esiste anche in commercio. Alcune marche sono distribuite anche in Bulgaria, Medio Oriente e negli USA.

## Etimologia
La parola zacuscă è di origine slava e significa "colazione" o "antipasto" (vedi in russo закуска?).